# 田村組 (誠友會)
第二代田村組位於北海道本部的設置，日本的黑社會指定暴力團之一 六代目山口組旗下的3次團體。隸屬上部團體為 三代目誠友會。

## 最高幹部
- 組長·田村一夫（三代目誠友會舍弟頭）

## 下部團體（山口組的4次團體）
- 出村組
- 德田組
- 中山組
- 杉本組
- 進藤組